# Albano Machado flygplats
Albano Machado flygplats, även känd som Huambo flygplats och under den portugisiska koloniseringen Aeroporto Nova Lisboa, är en flygplats som servar staden Huambo i centrala Angola. 
Flygplatsen namngavs efter Angolas självständighet efter gerillasoldaten Albano Machado som var framstående både under det angolanska självständighetskriget och det efterföljande inbördeskriget i Angola.
Albano Machado flygplats är belägen 1 702 meter över havet och har en asfalterad landningsbana som är 2 673 meter lång och går i kompassriktningarna 11/29. Flygplatsen IATA-kod är NOV och dess ICAO-kod är FNHU. Flygplatsen saknar instrumentlandningssystem (ILS) och använder sig istället av VOR/DME-systemet för landningar. Flygplatsen servas av TAAG Angola Airlines med domestiska reguljärflygningar till Luanda, Angolas huvudstad.